# 八神慶仁郎
八神 慶仁郎（やがみ けいじろう、2002年4月26日 - ）は、日本の男性モデル、俳優である。愛称は、けじろ。北海道函館市出身。N.D.Promotion（Soft Drink）所属。

## 略歴
2019年3月13日より、けじろとして、TikTokの投稿をスタートさせる。Z世代から大きな注目を集めており、フォロワーが50万人を超えている。
2021年春より進学のため上京した。同年6月1日、八神慶仁郎としてN.D.Promotion（Soft Drink）に所属することを自身のSNSで発表した。
2022年1月「もしも、イケメンだけの高校があったら」で地上波ドラマに出演し本格的に俳優としての活動を始める。

## 出演

### テレビドラマ
- 対決落語（2021年7月28日 - 8月15日、Twitter / YouTube） - 大林尚太郎 役[4]
- 痛快TV スカッとジャパン《うちのクラスのゲキヤバくん、マジヤバちゃん》「「そんなことないよ！」待ちオンナ」（2021年8月16日、フジテレビジョン） - 大河 役[5]
- もしも、イケメンだけの高校があったら (2022年1月15日 - 3月19日、テレビ朝日） - 八神太一 役
- 嗤う淑女　第1話（2024年7月27日、東海テレビ・フジテレビ系全国ネット） ホスト役
- ビリオン×スクール 第8話（2024年8月23日、フジテレビ）
- D&D〜医者と刑事の捜査線〜 第5話（2024年11月15日、テレビ東京） - 野沢伸二 役[6]
- スティンガース 警視庁おとり捜査検証室 第1話（2025年7月22日、フジテレビ） - トクリュウのA男 役[7]

### ウェブドラマ
- Eighteen Color -18才、私の色。-（2022年2月15日、Instagram） - 伊藤 役
- もうひとりの主役（2022年4月15日、YouTube）  - 前田 役
- 恋リアなんて嘘だらけ?（2022年12月28日、BUMP） - ソウスケ 役[8][9]
- 絶対BLになる世界VS絶対BLになりたくない男 2024（2024年4月末、Lemino） - 舞人 役[10]
- 最期の授業-生き残った者だけが卒業-（2024年11月26日、UniReel） - 中本涼 役[11]
- 陰キャなアイツが義理の兄!?(2025年6月26日､Renta！)-飯島日向 役

### バラエティ
- ラフ＆クライ！〜笑いのショートプログラム〜（2022年1月1日、TBSテレビ） - ヤンキー 役

### CM
- ABCマート、UA HOVR Revenant「駆け抜ける青春」チューブトレーニング篇（2021年8月）[12][13]

### ミュージック・ビデオ
- 鈴木鈴木×高橋玄「そっと決めた言葉は」（2021年6月2日、ユニバーサルミュージック） - 男子高校生 役[14][15]
- パノラマパナマタウン「Strange Days」（2021年7月18日、A-Sketch）[16][17]
- Pulplant「無口な青とラベンダー」（2021年12月21日、drooota records）[18]

### モデル
- THE SUIT COMPANY「就活コーデ見本帳」（2021年8月）[19]

### イベント
- JUN ONLINE FESTIVAL 秋の文化祭 トキメキ★スペクタクル（2021年10月29日 - 11月3日、オンライン）[20][21]